# Дівочий (U-17) чемпіонат Африки з футболу
Дівочий (U-17) чемпіонат Африки з футболу (англ. African U-17 Cup of Nations for Women) — футбольний турнір для жіночих африканських збірних віком до 17 років, заснований 2008 року. Фактично є кваліфікацією африканських збірних на чемпіонат світу серед дівчат до 17 років, тому здебільшого фінали не проводяться.

## Регламент
Турнір має формат плей-оф, де кожна збірна проводить по грі вдома і на виїзді. 

## Результати
| Рік             |                 | Чемпіони        | Чемпіони        | Чемпіони        | Чемпіони        | Чемпіони        | Чемпіони           |                    | 3-тє місце         | 3-тє місце | 3-тє місце |
| Рік             | Переможці       | Переможці       | Рахунок         | Рахунок         | Фіналіст        | Фіналіст        |                    |                    | 3-тє місце         | 3-тє місце | 3-тє місце |
| --------------- | --------------- | --------------- | --------------- | --------------- | --------------- | --------------- | ------------------ | ------------------ | ------------------ | ---------- | ---------- |
| 2008 Детальніше | Нігерія         | Нігерія         | груповий етап   | груповий етап   | Гана            | Гана            | Камерун            | Камерун            | Камерун            |            |            |
| Рік             | Кваліфікувались | Кваліфікувались | Кваліфікувались | Кваліфікувались | Кваліфікувались | Кваліфікувались | Переможець плей-оф | Переможець плей-оф | Переможець плей-оф |            |            |
| 2010 Детальніше | Гана            | Гана            | Гана            | Нігерія         | Нігерія         | Нігерія         | ПАР                | ПАР                | ПАР                |            |            |
| 2012 Детальніше | Гамбія          | Гамбія          | Гана            | Гана            | Нігерія         | Нігерія         | —                  | —                  | —                  |            |            |
| 2013 Детальніше |                 | Гана            | Гана            | Замбія          | Замбія          | Нігерія         | Нігерія            |                    | —                  | —          | —          |